# لينكا دور
لينكا دور (بالألمانية: Lenka Dürr)‏ (و. 1990  م) هي لاعبة كرة طائرة ألمانية، ولدت في ميمينجين، مركز لعبها هو ليبرو.

## روابط خارجية
- لينكا دور على موقع الاتحاد الأوروبي (الإنجليزية)
- لينكا دور على موقع عالم الكرة الطائرة (الإنجليزية)
- لينكا دور على موقع الدوري الألماني للكرة الطائرة (الألمانية)
- لينكا دور على موقع اللجنة الأولمبية الألمانية (الألمانية)